# Réserve naturelle provinciale DuPont
La réserve naturelle provinciale DuPont (anglais : DuPont Provincial Nature Reserve) est une réserve naturelle de l'Ontario situé dans les comtés unis de Stormont, Dundas et Glengarry.